# Aemilia Lepida
Aemilia Lepida (5 př. n. l. – 43 n. l.) byla římská aristokratka a matróna. Narodila se jako nejstarší dcera Julie Minor (vnučka císaře Augusta) a konzula Lucia Aemilia Paulla z význačné patricijské rodiny starověkého Říma. Byla pravnučkou císaře Augusta a jeho druhé manželky Scribonie. Její bratr Marcus Aemilius Lepidus se oženil s oblíbenou sestrou císaře Caliguly Drusillou a za Caligulovy vlády byl popraven.
V mládí byla Aemilia zasnoubena s Claudiem, ale její rodiče upadli v nemilost císaře Augusta a zasnoubení bylo zrušeno. V roce 8 byla její matka odeslána do vyhnanství za cizoložství, stejně jako před lety její matka Julie starší. V roce 14 byl její otec popraven za účast ve spiknutí proti Augustovi.
V roce 13 se Aemilia provdala za Marka Junia Silana Torquata, člena patricijské větve starověkého rodu Juniů. Měli spolu několik dětí:
- Marcus Junius Silanus
- Junia Calvina
- Decimus Junius Silanus Torquatus
- Lucius Junius Silanus Torquatus
- Junia Lepida